# 捕手術
捕手術（とりてじゅつ）は、素手で敵を殺さずに捕り押さえる武術である。捕手、取手、捕縛とも書かれる。
流派によっては三道具・十手・捕縄などの捕具が使われ、こちらから先に掛かり、相手を殺さずに捕らえる事を目的とした武術である。江戸時代中期以降は下級役人が学ぶものと考えられる傾向があった。貝原益軒『武藝十四事』中の武芸十八般に独立した武術として含まれる。現代の警察官の必修科目である逮捕術に相当する。

## 歴史
捕手術という名称自体の起こりは柔術より古く、室町時代頃から用いられている。また後世の柔術を謳う流派にも、捕手術に分類される技法が含まれている場合が多い。捕手術は多くの流派で不意をついて、あるいは当身を入れつつこちらから攻撃を仕掛け取り押さえる技法となっている。極意として様々な隠し武器を使用する事を教える流派もあった。
室町時代頃から、各地で治安維持を仕事とする者が使う罪人を捕らえ捕縛するための捕手術が多数存在していたが、代々相伝する形式や修行体系を整え確立した武術流派としての捕手術は主に1500年以降に出てきた。 
主な流派は1500年代に成立した、竹内流捕手腰之廻小具足、天下無雙流捕手、日域無双一覚流捕手、荒木流捕手などである。
捕手は、江戸期に入り組討、小具足、和、拳法などと共に柔術という語に総括された。そのような経緯から、柔術と言う名称を用いた流派でも本質は捕手のものが存在する。
制剛流、竹内流など古い流派には小具足術、組討以外に捕手術の体系が含まれ、重要視されていた。制剛流ではまず捕手術より学びはじめ、その後に小具足や俰（やわら）を学ぶ事となっていた。また竹内流では、流祖が編み出した技法が神伝捕手と言われ、奥義として重要視されていた。

## 流派
- 竹内流捕手腰之廻小具足
- 至心流
- 当理流（または無双流捕手）
- 天下無双眼心流
- 天下一無双流
- 日域無双一覺流捕手
- 黒川流小具足廻
- 無我流
- 無双流
- 夢想賢心流捕手
- 本覚無雙流
- 天下無雙流捕手（櫻場系）
- 荒木流捕手（荒木流拳法）
- 剣徳流捕手
- 制剛流
- 一角流捕手
- 一達流
- 神道夢想流杖術
- 警視流
- 無双直傳楊心輭殺流捕手
- 甲州陣屋伝捕手術
- 禁心流
- 中道流三ツ道具

他にも多くの流派が存在するが、柔術流派が地域によって捕手術と呼ばれたものが多い。